# Колесніченко Юрій Васильович
Юрій Васильович Колесніченко (народився в Носівці 22 вересня 1937) — український інженер, працював головним конструктором Броварського заводу порошкової металургії. Заслужений працівник промисловості України (2004). 

## Відзнаки
За організацію впровадження на Броварському заводі порошкової металургії ресурсозберігаючої технології виробництва розпиленого залізного порошку і механізованого комплексу для її реалізації був удостоєний звання лауреата Державної премії УРСР в галузі науки і техніки (1988).